# Stefi Baum
Stefi Baum, född 11 december 1958 i Chicago, Illinois, är en amerikansk astronom. Hon tilldelades 1993 Annie J. Cannon-priset av American Astronomical Society. Baum hjälpte till att utveckla Hubbleteleskopet, och från 2004 var hon chef för Rochester Institute of Technologys Chester F. Carlson Center for Imaging Science.

## Tidigt liv
Dr. Baum föddes i Chicago, Illinois den 11 december 1958. Hon är dotter till matematikern Leonard Baum. Hon studerade vid Princeton Public High School i Princeton, New Jersey, och utexaminerades 1976. Baum mottog sin kandidatexamen i fysik från Harvard University och utexaminerades med distinktion och en doktorsexamen i astronomi från University of Maryland.

## Karriär
Dr. Stefi Baum är dekan på University of Manitoba vid den Naturvetenskapliga fakulteten och professor i fysik och astronomi sedan den 1 oktober 2014.
Hon kom till University of Manitoba efter tio år vid Rochester Institute of Technology (RIT) där hon arbetade som professor och chef för Chester F. Carlson Center for Imaging Science.
Dr. Baum började på RIT efter att ha tjänstgjort under två år som diplomacy fellow vid US Department of State där hon arbetade för att främja jordbruksvetenskap och livsmedelssäkerhet i utvecklingsländer.
Innan dess tillbringade hon 13 år mellan 1991 och 2002 på Space Telescope Science Institute (STScI) vid Johns Hopkins University i Baltimore. Under tiden vid STScI var Dr. Baum senast chef för division Engineering and Software Services där hon ledde upp till 140 forskare, ingenjörer och datavetare som ansvarar för utvecklings- och underhållsarbetet för Hubbleteleskopets och James Webb-teleskopets marksystem.

## Utmärkelser
Baum har vunnit många utmärkelser under hela sin karriär, bland annat:
- 1993: Annie Jump Cannon Award som tilldelas årligen till en ung kvinnlig astronom för enastående forskning [2]
- 1993: Space Telescope Science Institute Group Achievement Award, för arkivutveckling / distribution [5]
- 1993: Space Telescope Science Institute Individual Achievement Award, för arkivutveckling / distribution [5]
- 1996: Space Telescope Science Institute Group Achievement Award, för datakvalitets-projekt [3]
- 1996: Space Telescope Science Institute Individual Achievement Award, Space Telescope Imaging Spectrograph [5]
- 1996: Space Telescope Science Institute Group Achievement Award, Space Telescope Imaging Spectrograph Team [5]
- 1999: NASA Excellence Award, Hubble Space Telescope Service Mission 3A [3]
- 1999: Rolex Achievement Award
- 2002: Space Telescope Science Institute Individual Achievement Award, för ledarskap [3]
- 2005: Rochester Institute of Technology Million Dollar Club - för att ha säkrat mer än 1 miljon dollar i externa bidrag och kontrakt [5][7]